# Trinaco

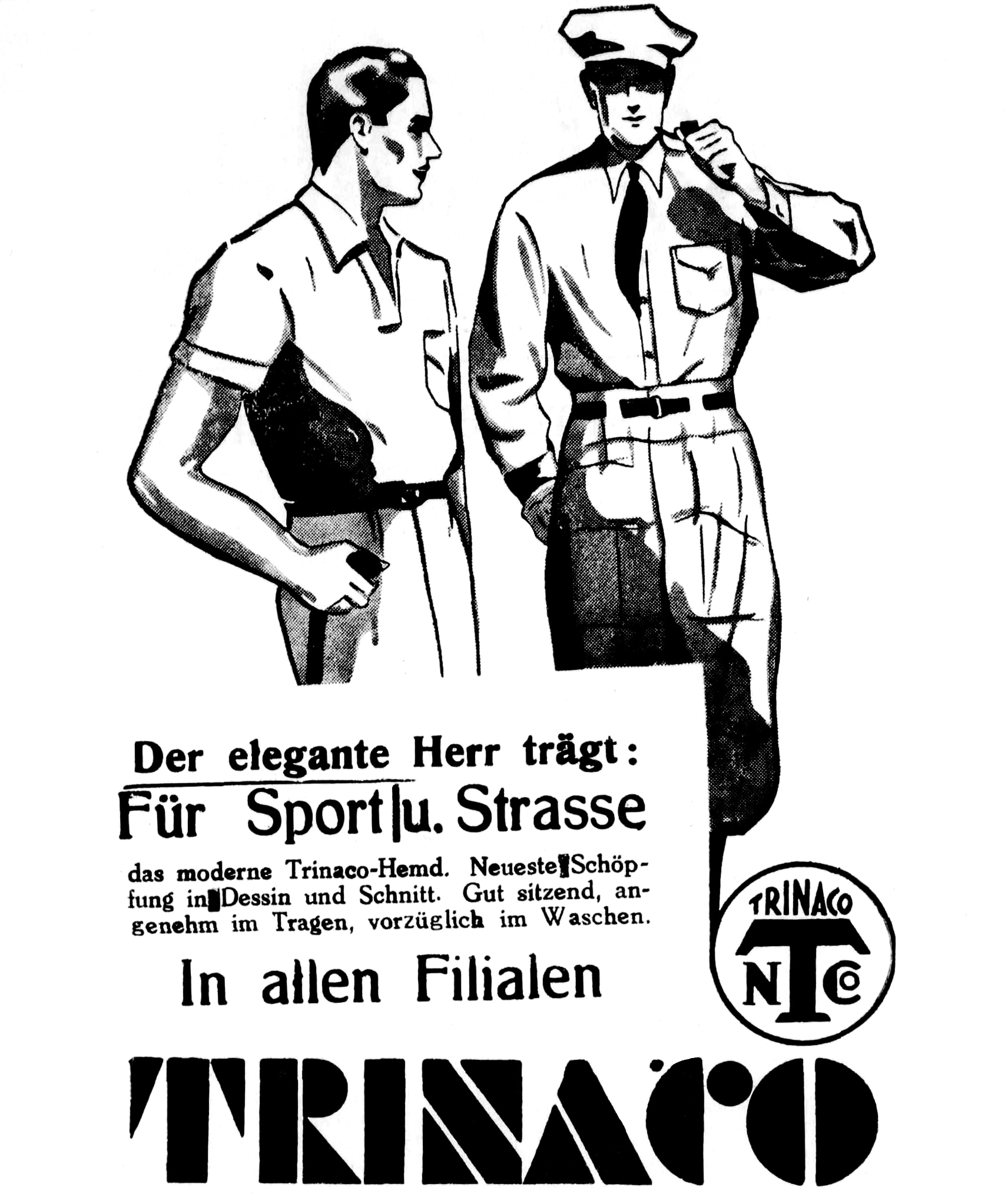
Reclamă în limba germană într-un număr al ziarului ' din aprilie 1935.

Trinaco a fost o fabrică de ciorapi și împletituri din Cernăuți, Austro-Ungaria între 1886 și 1918 și ulterior România.

## Istoric
În anul 1886 o fabrică de tricotaje a fost înființată în Cernăuți de către Feiwel Trichter, fiind prima fabrică de acest gen din oraș. Ulterior fabrica s-a dezvoltat și l-a luat drept coproprietar pe Naftalisohn, firma primind numele F. Trichter, Naftalisohn et comp. și fiind redenumită apoi în anul 1926 Fabrica de ciorapi și împletituri „Trinaco” F. Trichter, Naftalisohn et Co., popular Trinaco, drept societate pe acțiuni. Capitalul social a fost de 18 milioane de lei iar cel investit de 14,1 milioane de lei, cu 400 de angajați. După o altă sursă, firma Trinaco a fost fondată în 1923, aparținând industriei producătoare de ciorapi de lână. Aceasta i-a avut ulterior ca proprietari pe Trichter, Naftalison și Weinblum. Fabrica a devenit cunoscută în respectiva perioadă în țară și a realizat și producție de export. În anul 1939 avea aproximativ 500 de angajați. Tehnologia de producție a fost asimilată de tehnicieni români în atelierele fabricii, astfel în 1927 existând 8 tehnicieni străini, pentru ca în 1939 să fie un tehnician străin și restul 7 români.
Trinaco, alături de alte societăți ca Țesătoria Națională, Postăvăria Română, Hercules, Texta, Tricotania, Record, Viri, Zucker & Co. și altele, reprezentau industria textilă a orașului Cernăuți în anul 1940.
În contextul acțiunii de eliberare a Basarabiei și Bucovinei de Nord cu exproprierea evreilor proprietari, introducerea lor în ghetou și deportarea lor, precum și împărțirea proprietăților evreiești și rezervelor de război sovietice între populația românească și autorități pe sume modice, Vasile Noveanu⁠(d), ca fost ministru în Guvernul Ion Gigurtu, dar președinte la acel moment al Asociației Generale a Industriașilor din Bucovina (AGICOB), a intrat în posesia fabricii de ciorapi și tricotaje. La acel moment întreprinderea a avut o rezervă considerabilă de materii prime lăsată de Armata sovietică, iar Noveanu a îndeplinit și un post în comisia de revizuire a carnetelor de muncă. Pe de altă parte, la fabrica de tricotaje și ciorapi Hercules din oraș, în conducere a fost pus un anume Cupșa, arestat anterior ca legionar în timpul regimului lui Ion Antonescu.